# Königlich Preußische Marine
La Königlich Preußische Marine era la marina militare del Regno di Prussia, attiva dal 1701 al 1867, quando venne assorbita nella Norddeutsche Bundesmarine.
Essa venne derivata dalla Marina brandeburghese a seguito dell'elevazione del Duca di Prussia a Re di Prussia nel 1701. A quel tempo, il Brandeburgo e la Prussia formavano uno stato doppio governato in unione personale dalla casata degli Hohenzollern. La Marina prussiana perdurò senza grandi interruzioni sino alla fondazione della Confederazione Tedesca del Nord nel 1867, momento storico nel quale la Marina della Prussia venne assorbita nella Norddeutsche Bundesmarine (Marina della Germania Federale del Nord).
Nei secoli, il potere militare della Prussia si concentrò essenzialmente sull'esercito di terra e non raggiunse mai un tale potere anche sui mari. Malgrado questo ad ogni modo la Prussia mantenne sempre delle forze navali, ancora quando era solo Margraviato di Brandeburgo.

## La marina militare del Brandeburgo
L'Elettorato di Brandeburgo, stato predecessore del Regno di Prussia, aveva delle proprie forze navali costituite a partire dal XVI secolo. A partire dal 1657, sotto l'elettore Federico Guglielmo (il "Grande Elettore"), questa flotta venne convertita in una vera e propria marina da guerra. L'Elettore designò la navigazione ed il commercio ai più nobili intenti dello stato e cercò strenuamente di stabilire delle colonie oltremare. I discendenti di Federico Guglielmo, ad ogni modo, si interessarono poco alle avventure oltreoceano ed allo sviluppo della marina locale. Suo figlio Federico I, dal 1701 re in Prussia, vendette tutti i possedimenti coloniali brandeburghesi ai Paesi Bassi. All'epoca dell'elevazione del Brandeburgo a Regno di Prussia, il declino della Marina brandeburghese era già iniziato e stava vivendo i suoi ultimi attimi di uso.

## Il XVIII secolo
I re prussiani del XVIII secolo ebbero poco interesse nel mantenere una propria marina militare. Per la posizione strettamente continentale dello stato e la mancanza di confini facilmente difendibili, la Prussia dovette concentrare la propria preparazione militare sull'esercito di terra. Oltre a questo, il regno fu in grado di mantenere legami d'amicizia con le principali potenze navali vicine come Danimarca e Paesi Bassi.
Federico II ("il Grande") giunse alla conclusione che sarebbe stato inutile per la Prussia sviluppare una potente marina. Il regno non avrebbe mai potuto sperare di eguagliare le grandi flotte di Gran Bretagna, Francia, Spagna, Svezia, Danimarca o Russia; col suo gruppo di navi, i prussiani sarebbero rimasti al di fuori delle grandi nazioni marittime. Egli era convinto inoltre che le battaglie navali solo raramente fossero in grado di decidere le sorti di un conflitto e preferì pertanto avere il miglior esercito d'Europa piuttosto che una cattiva flotta tra altre potenze europee.
Ad ogni modo la Prussia costituì una flotta di 13 navi da guerra durante la guerra dei sette anni. Questa flotta in embrione perse la Battaglia di Frisches Haff nel settembre del 1759 contro gli svedesi. La Prussia perse nell'occasione tutte le proprie navi e come conseguenza gli svedesi occuparono Usedom e Wolin. Le navi ad ogni modo vennero rimpiazzate dal 1760, e la nuova flottiglia prestò servizio sino alla fine della guerra nel 1763.
Malgrado questo i monarchi prussiani fecero pressione perché il loro stato non rimanesse isolato dai commerci marittimi e per questo motivo, nel 1772, Federico II fondò la Societé de Commerce maritime, ancora oggi esistente col nome di Preußische Seehandlung ("Impresa Marittima Prussiana").

## Il XIX secolo

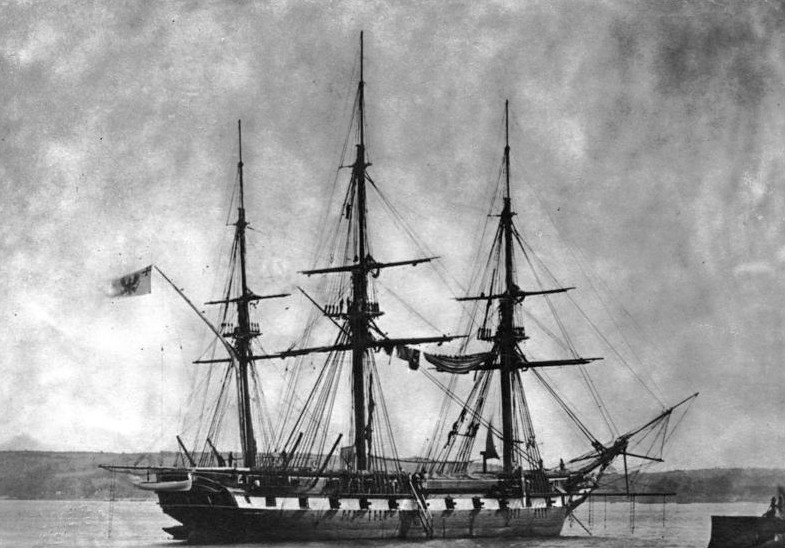
La fregata, nel 1867 circa.

Dopo la fine delle guerre napoleoniche, la Prussia lentamente iniziò a costruire la propria piccola flotta per la difesa costiera. Nuovamente, si preferì investire più che altro nella marina mercantile che nella marina militare e pertanto l'Impresa Marittima Prussiana iniziò ad acquisire sempre più peso. Le sue navi vennero armate per proteggere le navi commerciali dai pirati, ruolo che continuò a svolgere sino al 1850 circa.
Uno dei primi a lavorare per lo sviluppo della marina prussiana fu il principe Adalberto di Prussia. Egli aveva trascorso molto tempo all'estero ed aveva riconosciuto il valore di una flotta nel supporto degli interessi commerciali di un paese e per la protezione del proprio commercio. Durante l'epoca rivoluzionaria (1848-1852), all'Assemblea nazionale di Francoforte, il principe si prese la responsabilità di ricostituire la flotta imperiale (Reichsflotte), missione che il parlamento rivoluzionario prese in quella sede in previsione di una guerra con la Danimarca.
La Confederazione tedesca non aveva praticamente flotta, ma si serviva unicamente degli avamposti alleati di Gran Bretagna, Paesi Bassi e Danimarca. Durante la prima guerra dello Schleswig del 1848-1851, il fallimento di questa strategia divenne chiaro dal momento che Gran Bretagna e Paesi Bassi erano rimaste neutrali e la Danimarca si era dichiarata nemica alla Germania. Nel giro di qualche giorno, la Marina danese fermò tutto il commercio delle navi prussiane nei mari Baltico e del Nord. La k.u.k. Kriegsmarine, alleata della Prussia, era di stanza nel Mediterraneo e non fu in grado di intervenire nella guerra se non molto tardi.
Dopo il fallimento delle rivoluzioni del 1848, Adalberto fu in grado di riprendere i propri piani per formare una vera e propria marina militare prussiana. Egli iniziò con la costruzione di navi da guerra e scuole di marina. Dalla metà dell'Ottocento non era raro vedere corvette e fregate prussiane in tutti i mari del mondo.
Oltre al principe Adalberto, altre importanti figure di questo periodo furono gli ufficiali navali prussiani Karl Rudolf Brommy e Ludwig von Henk, quest'ultimo noto in particolare per essere divenuto poi ammiraglio della flotta imperiale tedesca.

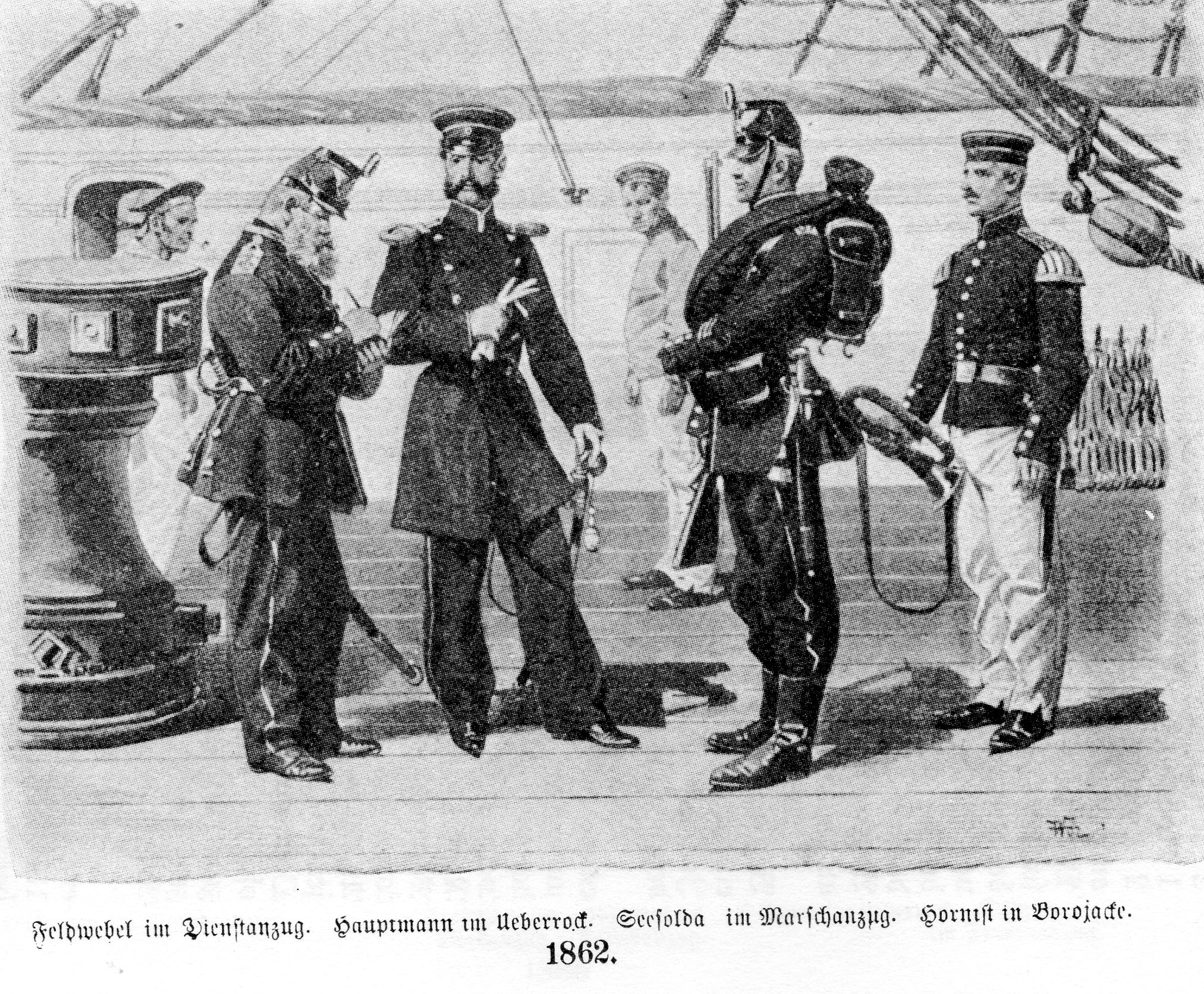
Preußische Marineinfanterie 1862

Nello stesso tempo, venne fondata la prima base navale nel mare del Nord. Nel trattato di Jade (Jade-Vertrag) del 1853, il Granducato di Oldenburg cedette alla Prussia il cosiddetto Distretto di Jade. Qui, negli anni successivi, sorse un grande porto navale che nel 1869 prese il nome di Wilhelmshaven.
A quell'epoca, la Marina prussiana aveva già cessato di esistere. Dopo la guerra austro-prussiana del 1866, gli stati tedeschi si erano alleati insieme sotto la guida della Confederazione Tedesca del Nord capeggiata dalla Prussia. Al di fuor della Marina prussiana, stava crescendo la Norddeutsche Bundesmarine propria della confederazione che, dopo la guerra franco-prussiana, cambiò il proprio nome in Marina imperiale (Kaiserliche Marine) del nuovo Impero tedesco.